# Programul spațial sovietic

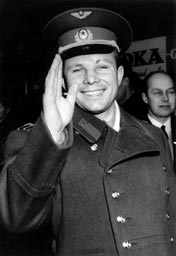
Pilotul și cosmonautul sovietic Iuri Gagarin, primul om pe orbita Pământului

Programul spațial Sovietic (în rusă Космическая программа СССР, transliterat: Kosmiceskaia programma SSSR) a cuprins programele de dezvoltare a rachetelor și de explorare a spațiului efectuate de fosta Uniune Sovietică (URSS) din anii 1930 până la dizolvarea acesteia în 1991. De-a lungul istoriei sale de șaizeci de ani, acest program militar în mare parte clasificat a fost responsabil pentru o serie de realizări de pionierat în zborul spațial, inclusiv primele rachete balistice intercontinentale (R-7), primul satelit (Sputnik 1), primul animal pe orbita Pământului⁠(d) (câinele Laika pe Sputnik 2), primul om în spațiu și pe orbita Pământului (cosmonautul Iuri Gagarin pe Vostok 1), prima femeie în spațiu și pe orbita Pământului (cosmonauta Valentina Tereșkova pe Vostok 6), prima ieșire în spațiu (cosmonautul Alexei Leonov pe Voshod 2⁠(d)), primul impact lunar (Luna 2⁠(d)), prima imagine din partea îndepărtată a lunii (Luna 3⁠(d)) și o aterizare lină fără pilot (Luna 9), primul rover spațial (Lunohod 1), primul eșantion de sol lunar prelevat automat și adus pe Pământ (Luna 16⁠(d)), și prima stație spațială (Saliut 1⁠(d)). Alte recorduri importante au fost și primele sonde interplanetare: Venera 1⁠(d) și Marte 1⁠(d) care au zburat pe lângă Venus și respectiv Marte, Venera 3⁠(d) și Marte 2 care s-au ciocnit cu suprafețele respectivelor planete, și Venera 7⁠(d) și Marte 3 care au efectuat aterizări line pe aceste planete.
Programul spațial și de rachete al URSS, inițial amplificat de asistența oamenilor de știință germani capturați din avansatul program german de rachete, a fost realizat în principal de către ingineri și oameni de știință sovietici după 1955, și a fost bazat pe unele evoluții teoretice sovietice și ruse imperiale, multe realizate de Konstantin Țiolkovski, cunoscut uneori și ca părintele astronauticii teoretice. Serghei Koroliov a fost șeful principalului grup de proiectare; titlul său oficial era „proiectant-șef” (un titlu-standard pentru posturi similare în URSS). Spre deosebire de concurentul american din "Cursa Spațială", care a avut NASA drept unică agenție de coordonare, programul URSS a fost împărțit între mai multe grupuri de design concurente, condus de Koroliov, Mihail Ianghel⁠(d), Valentin Glușko și Vladimir Celomei⁠(d).
Din cauza statutului clasificat al proiectului, și în scop propagandistic, anunțurile privind rezultatele misiunilor erau amânate până când succesul era sigur, și eșecurile au fost ținute secrete. În cele din urmă, ca urmare politicii de glasnost a lui Mihail Gorbaciov din anii 1980, multe fapte despre programul spațial au fost declasificate. Eșecurile notabile includ moartea lui Koroliov, a lui Vladimir Komarov (în prăbușirea Soyuz 1), și a lui Iuri Gagarin (într-o misiune de rutină cu un avion de luptă cu reacție) între 1966 și 1968, și eșecul dezvoltării rachetei N-1 destinată să faciliteze o aselenizare cu echipaj uman, care a explodat la scurt timp după decolare în patru teste fără pilot.
După prăbușirea Uniunii Sovietice, Rusia și Ucraina au moștenit programul. Rusia a creat Agenția Spațială și de Aviație Rusă, acum cunoscut sub numele de Corporația de Stat Roscosmos, în timp ce Ucraina a creat Agenția Spațială Națională a Ucrainei⁠(d) (NSAU).

## Originile

### Eforturile antebelice
Teoria explorării spațiului a avut o bază solidă în Imperiul Rus dinainte de Primul Război Mondial cu scrierile lui Konstantin Țiolkovski (1857-1935), care a publicat lucrări de pionierat în secolul al XIX-lea și la începutul secolului al XX-lea, iar în 1929 a introdus conceptul de rachetă în trepte⁠(d). Aspectele practice au rezultat din primele experimente efectuate de către membrii grupului de studiu al propulsiei cu reacție, Group for the Study of Reactive Motion⁠(d) (fondat în 1931) în deceniile anilor 1920 și 1930, unde au lucrat pionieri ca Serghei Koroliov—care visa să călătorească spre Marte:5— inginerul rus de origine germană Friedrich Zander⁠(d). Pe 18 august 1933, GIRD a lansat prima rachetă sovietică cu combustibil lichid Gird-09, și pe 25 noiembrie 1933, prima rachetă cu propulsie hibridă Group for the Study of Reactive Motion⁠(d). În 1940-41, a avut loc un alt progres în domeniul propulsiei cu reacție: dezvoltarea și producția de serie a lansatorului de rachete multiple⁠(d) Katiușa.

### Germanii
În anii 1930, tehnologia sovietică de rachete era comparabilă cu cea a Germaniei, dar Marea Epurare a lui Iosif Stalin i-a deteriorat grav progresele. Mulți ingineri din conducere au fost uciși, iar Koroliov și alții au fost trimiși în Gulag.:10–14 Deși Katiușa a fost foarte eficientă pe Frontul de Est în timpul celui de al Doilea Război Mondial, starea avansată a programului german de rachete i-a uimit pe inginerii ruși care au inspectat rămășițele de la Peenemünde și Mittelwerk după sfârșitul războiului în Europa. Americanii au mutat oamenii de știință germani mai importanți și 100 de rachete V-2 în Statele Unite în Operațiunea Paperclip, dar programul a beneficiat foarte mult de arhivele și oamenii de știință germani capturați, în special desenele obținute din locurile de producție ale rachetelor V-2.:20,25,27,29–31,56
Sub conducerea lui Dimitri Ustinov, Koroliov și alții au inspectat desenele. Ajutat de savantul Helmut Gröttrup⁠(d) și alți germani capturați, până la începutul anilor 1950,:30,80–82 au construit o replică a lui V-2, numită R-1⁠(d), deși greutatea focoaselor nucleare sovietice necesita un propulsor mult mai puternic. Biroul de proiectare OKB-1 al lui Koroliov a fost dedicat rachetelor criogenice cu combustibil lichid cu care făcuse experimente în anii 1930. În cele din urmă, aceste eforturi au dus la proiectarea de rachetei balistice intercontinentale R-7 Semyorka, care a fost testată cu succes în august 1957.

## Sputnik și Vostok
Programul spațial sovietic a fost legat de Planurile Cincinale⁠(d) ale URSS și de la început se baza pe sprijinul armatei sovietice. Deși el era „obsedat de visul de a călători în spațiu”, Koroliov a ținut acest lucru secret în timp ce lucra la proiectele militare—în special, după primul test nuclear sovietic din 1949, o rachetă capabilă să transporte un focos nuclear în Statele Unite ale Americii—deoarece mulți ironizau ideea de a lansa sateliți și nave spațiale cu echipaj. Cu toate acestea, primele rachete sovietice cu animale la bord au fost lansate în iulie 1951; doi câini au fost recuperați în viață după ce au ajuns la 101 km altitudine. Cu două luni înaintea primei astfel de realizări americane, acesta și zborurile ulterioare le-au conferit sovieticilor experiență valoroasă cu medicina spațială⁠(d).:84–88,95–96,118
Din cauza razei de acțiune globale și a sarcinii utile mari de circa cinci tone, R-7 a fost nu numai eficientă ca sistem strategic de livrare a focoaselor nucleare, ci și ca o bază excelentă pentru un vehicul spațial. Anunțul Statelor Unite din iulie 1955 de a dezvolta și lansa un satelit în timpul Anului Geofizic International⁠(d) i-a fost de mare folos lui Koroliov în a-l convinge pe liderul sovietic Nikita Hrușciov să-i sprijine planurile în ianuarie 1956, pentru a-i depăși pe americani.:148–151 S-au aprobat planuri pentru sateliți de orbită terestră (Sputnik) în vederea dobândirii de cunoștințe despre spațiu, și pentru patru sateliți militari de recunoaștere fără pilot, Zenit⁠(d). Alte planuri cereau un zbor cu echipaj uman pe orbita Pământului⁠(d) până în 1964 și o misiune fără pilot pe Lună la o dată anterioară.

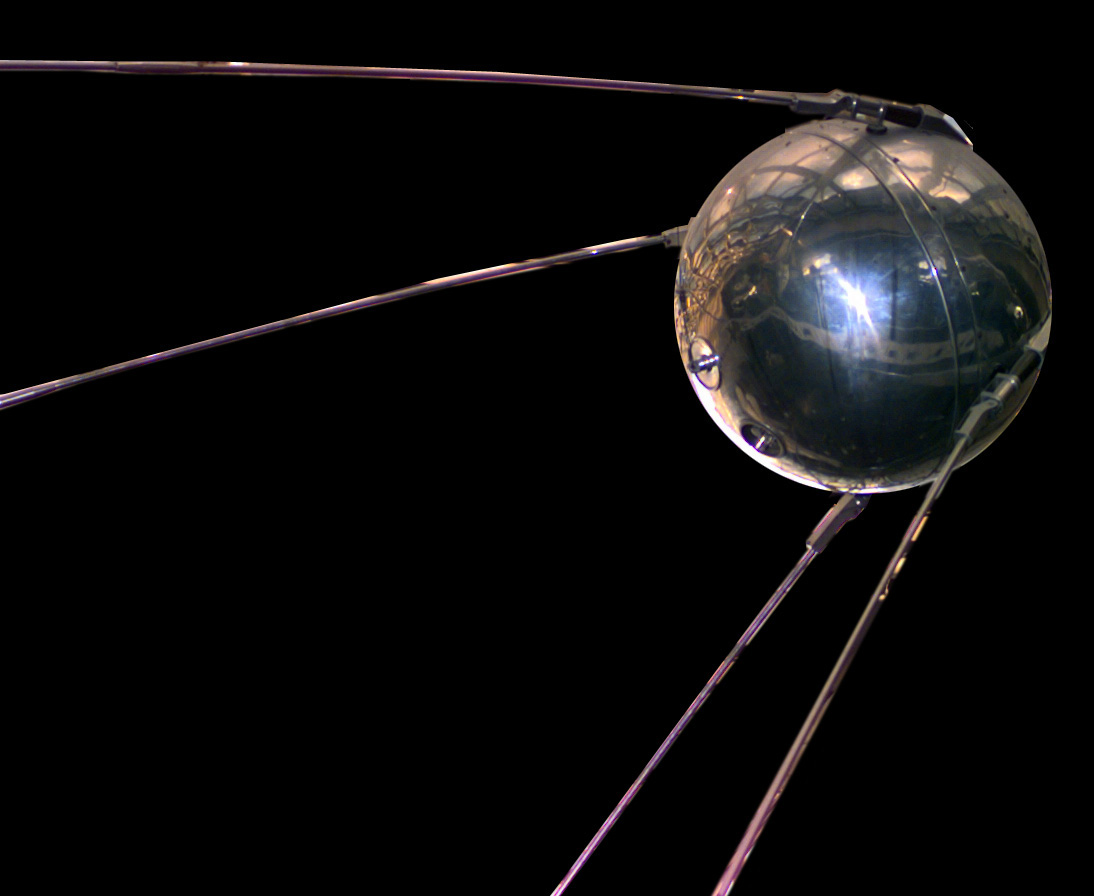
Replică a lui Sputnik 1

După ce primul Sputnik s-a dovedit a fi o lovitură de propagandă reușită, Koroliov—acum cunoscut publicului doar ca anonimul „proiectant-șef al rachetelor și sistemelor spațiale”:168–169—a fost însărcinat cu accelerarea programului cu echipaj, proiectarea căruia a fost combinată cu programul Zenit pentru a produce nava spațială Vostok⁠(d). Încă sub influența lui Țiolkovski—care alesese Marte ca cel mai important obiectiv pentru o călătorie în spațiu—la începutul anilor 1960 programul rus condus de Koroliov a creat substanțiale planuri pentru călătorii umane pe Marte prevăzute a avea loc în anii 1968 și 1970. Cu sisteme de susținere a vieții în buclă închisă⁠(d) și rachete cu motoare electrice, lansate de pe mare stații spațiale orbitale, aceste planuri erau mult mai ambițioase decât obiectivul americanilor de a ateriza pe Lună.:333–337

### Finanțare și sprijin

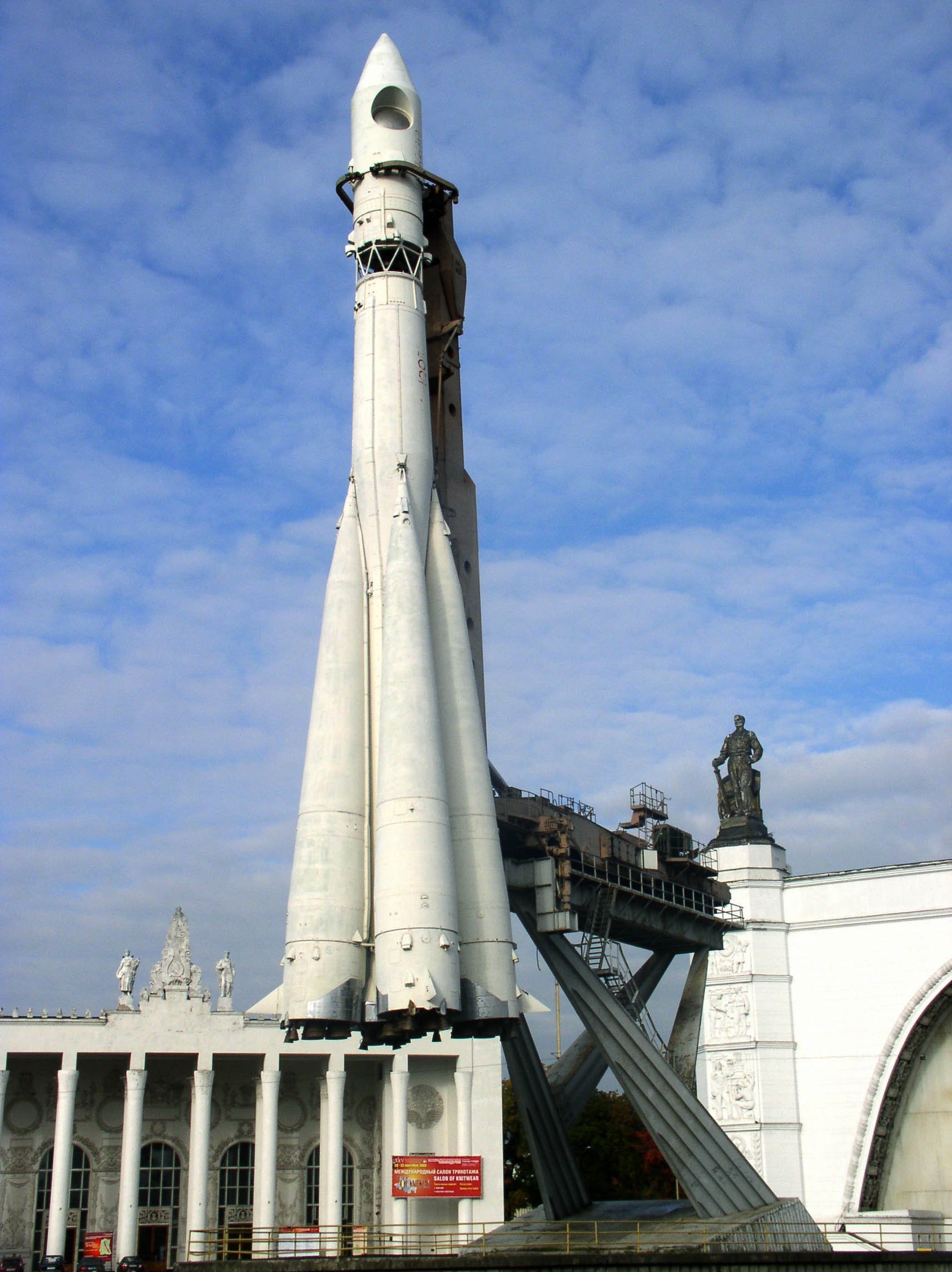
Rachete R-7 ca cea expusă la Centrul de Expoziții Pan-Sovietic au fost primul mijloc util pentru a transporta obiecte pe orbita Pământului.

Programul spațial sovietic juca un rol secundar în ce privește finanțarea militară a rachetelor intercontinentale ale Forțelor de Rachete Strategice. Deși Occidentul credea că Hrușciov comanda personal fiecare nouă misiune spațială în scopuri de propagandă, și liderul sovietic avea o relație neobișnuit de apropiată cu Koroliov și cu alți proiectanți-șefi, Hrușciov punea accent pe rachete, și nu pe explorarea spațiului, și nu era foarte interesat de competiția cu Apollo.:351,408,426–427
Deși guvernul și Partidul Comunist au folosit succesele programului ca instrumente de propagandă după ce acestea erau obținute, planurile sistematice de misiuni efectuate din motive politice erau rare, singura excepție fiind Valentina Tereșkova, prima femeie în spațiu, pe Vostok 6 în 1963.:351 Misiunile au fost planificate pe baza disponibilității rachetelor sau din motive ad-hoc, mai degrabă decât în scopuri științifice. De exemplu, în februarie 1962 guvernul a comandat brusc ca o ambițioasă misiune care implica două rachete Vostok simultan să fie lansată pe orbită „în termen de zece zile” pentru a eclipsa zborul Mercury-Atlas 6⁠(d) al lui John Glenn din acea lună; programul nu s-a putut conforma decât în luna august, cu Vostok 3⁠(d) si Vostok 4⁠(d).:354–361

## Competiția internă
Spre deosebire de programul spațial american care a avut NASA ca unică structură coordonatoare, condusă de către administratorul acesteia, James Webb⁠(d) de-a lungul majorității perioadei anilor 1960, programul URSS a fost împărțit între mai multe grupuri de proiectare concurente. În ciuda succeselor remarcabile ale Sputnikilor între 1957 și 1961 și ale rachetelor Vostok între 1961 și 1964, după 1958  biroul de proiectare OKB-1 al lui Koroliov s-a confruntat cu o concurență crescândă din partea proiectanților-șefi rivali ai acestuia, Mihail Ianghel⁠(d), Valentin Glușko și Vladimir Celomei⁠(d). Koroliov plănuia să înainteze cu nava Soiuz⁠(d) și cu propulsorul greu N-1, care ar fi fost baza unei stații spațiale permanente cu echipaj și a unei explorări a Lunii cu echipaj uman. Cu toate acestea, Ustinov l-a îndrumat să se concentreze pe misiuni din apropierea Pământului folosind foarte fiabilele nave Voshod⁠(d), un Vostok modificat, precum și pe misiunile interplanetare fără pilot în apropiere de planetele Venus și Marte.
Ianghel a fost asistentul lui Koroliov, dar, cu sprijinul Armatei, lui i s-a dat propriul birou de proiectare în 1954 să lucreze în primul rând la programul spațial militar. Acesta avea cea mai bună echipa de proiectare de motoare de rachetă, utilizând inclusiv combustibili hipergolici⁠(d) dar, în urma catastrofei lui Nedelin⁠(d) din 1960, lui Ianghel i s-a cerut să se concentreze pe producerea de rachete balistice intercontinentale. De asemenea, el a continuat să-și dezvolte propriile proiecte de propulsor greu pentru N-1 al lui Koroliov, atât pentru aplicații militare cât și pentru zboruri de marfă în spațiu pentru construirea viitoarei stații spațiale.
Glușko era proiectant-șef al motoarelor de rachetă, dar el avea unele conflicte personale Koroliov și a refuzat să dezvolte motoarele cu o singură mare cameră criogenică care îi trebuiau lui Koroliov pentru a construi propulsoarele grele.
Celomei beneficia de patronajul lui Hrușciov:418 și în 1960 i s-a încredințat sarcina de a dezvolta o rachetă pentru a trimite un echipaj în jurul Lunii și o stație spațîală militară. Cu experiență spațială limitată, dezvoltarea a fost lentă.
Progresele programului Apollo i-au alarmat pe proiectanții-șefi, care își promovau fiecare propriul său program drept răspuns sovietic. S-au aprobat mai multe proiecte care se suprapuneau, iar noile propuneri amenințau proiectele deja aprobate. Din cauza „insistenței singulare” a lui Koroliov, în august 1964 —la mai mult de trei ani după ce Statele Unite si-au declarat intenția — Uniunea Sovietică în cele din urmă a hotărât să concureze pentru Lună. Aceasta și-a stabilit obiectivul de aselenizare în 1967 —la a 50-a aniversare a Revoluției din Octombrie— sau în 1968.:406–408,420 La un moment dat la începutul anilor 1960, programul spațial sovietic dezvolta activ 30 de proiecte pentru lansatoare și nave spațiale. După căderea lui Hrușciov în 1964, Koroliov a primit controlul complet al programului cu echipaj uman.

## După Koroliov

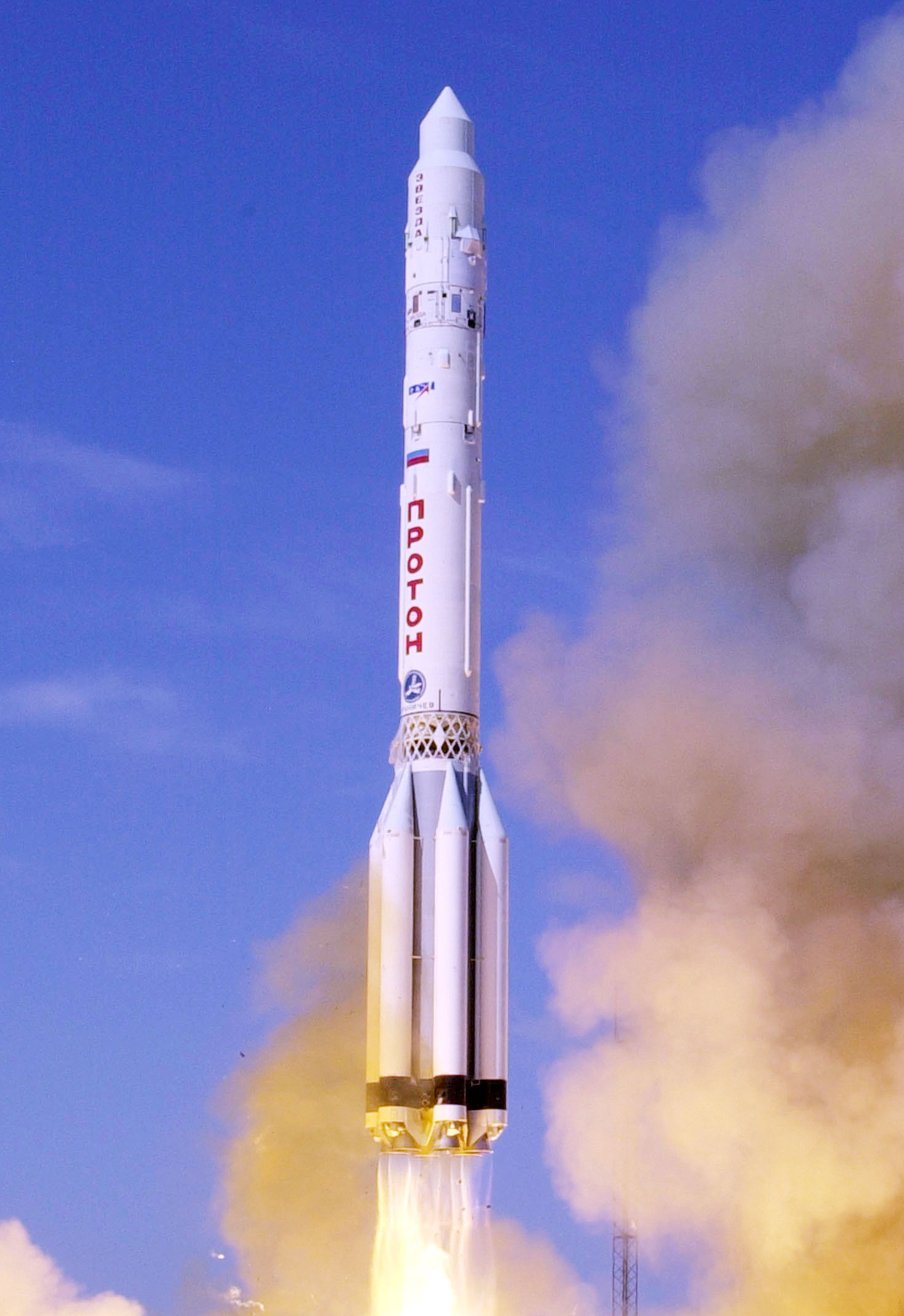
Lansarea unui

Koroliov a murit în ianuarie 1966 după o operație de rutină care i-a descoperit cancer la colon și din cauza complicațiilor provocate de boli de inimă și hemoragii grave. Kerim Kerimov⁠(d), care anterior era arhitect al lui Vostok 1, a fost numit președinte al Comisiei de Stat pentru Zboruri cu Pilot și a condus-o pentru următorii 25 de ani (1966-1991). El supraveghea fiecare etapă a dezvoltării și funcționării atât a complexelor pentru zbor cu echipaj uman cât și stațiile interplanetare automate. Una dintre cele mai mari realizări ale lui Kerimov a fost lansarea lui Mir în 1986.
Conducerea biroului de proiectare OKB-1 a fost încredințată lui Vasili Mișin⁠(d), care avea sarcina de a trimite un om în jurul Lunii în 1967 și un om pe Lună în 1968⁠(d). Lui Mișin îi lipsea autoritatea politică a lui Koroliov și încă se confrunta cu concurența altor proiectanți-șefi. Sub presiune, Mișin a aprobat lansarea zborului Soyuz 1⁠(d) în 1967, chiar dacă nu trecuse niciun test fără pilot. Misiunea s-a lansat cu probleme de proiectare cunoscute și s-a încheiat cu prăbușirea vehiculului și moartea lui Vladimir Komarov. Aceasta a fost primul deces în zbor.
În urma acestui dezastru și sub noi presiuni, Mișin a început să aibă probleme cu băutura. Sovieticii au fost învinși la trimiterea primul zbor cu echipaj în jurul Lunii în 1968 de către Apollo 8, dar Mișin a presat mai departe cu dezvoltarea rachetei super grele N1, în speranța că Americanii vor face un pas înapoi, lăsând suficient timp pentru ca N-1 să devină viabilă și să trimită un om pe Lună mai întâi. A existat un succes cu zborul comun al lui Soiuz 4⁠(d) și Soiuz 5⁠(d) în ianuarie 1969, care a testat întâlnirea și tehnicile de andocare și transfer al echipajului, iar landerul LK⁠(d) a fost testat cu succes pe orbita pământului. Dar după ce patru teste fără pilot ale lansării lui N-1 s-au încheiat cu eșecuri, propulsorul greu a fost abandonat și odată cu el orice șansă a sovieticilor de a aseleniza dintr-o singură lansare.

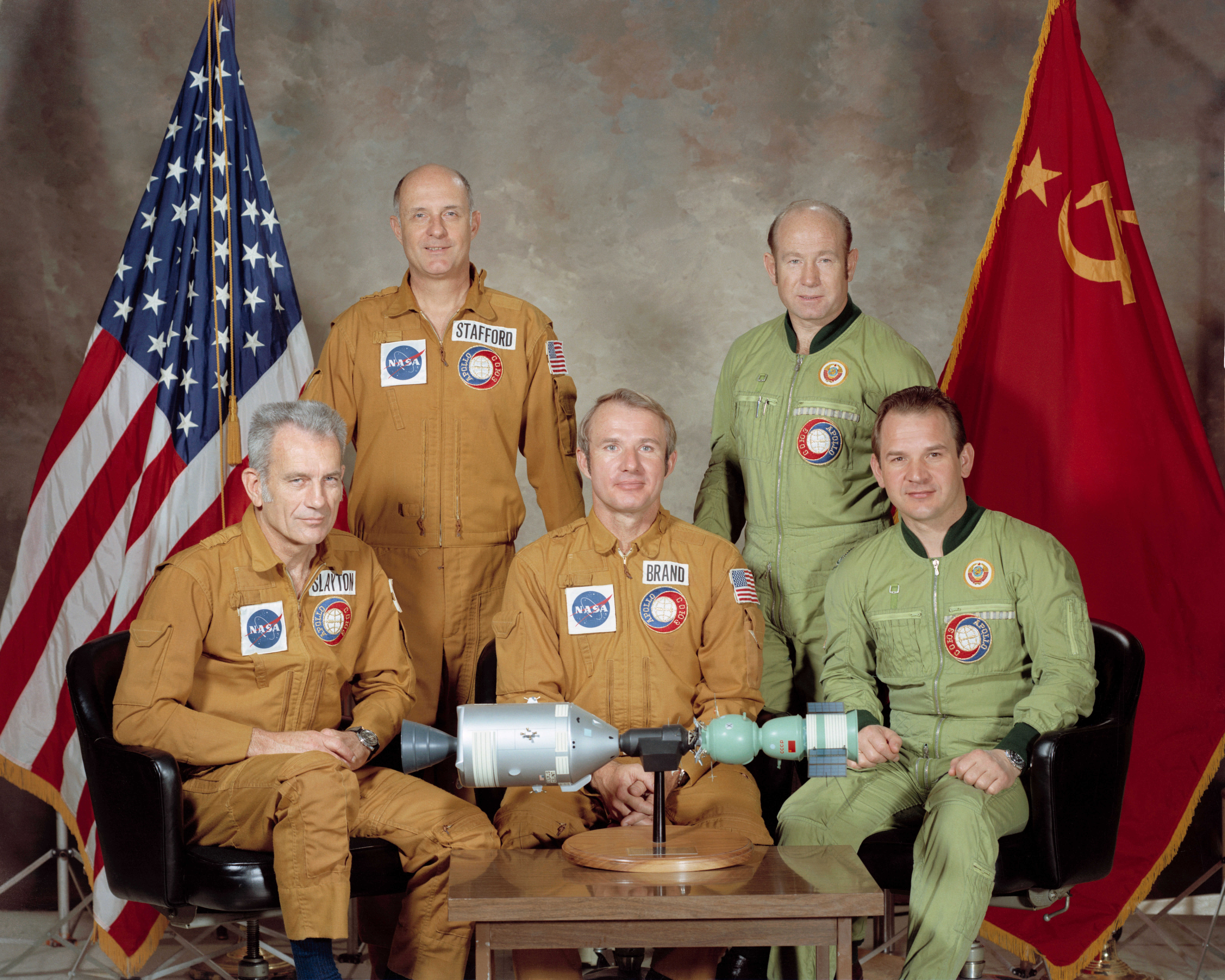
Echipajele american și sovietic ale

În afara aseleneizării cu echipaj uman, programul lunar sovietic abandonat mai cuprindea baza lunară multifuncțională Zvezda⁠(d), detaliată la început cu machete de vehicule și de module de suprafață. Programul lunar „Vulkan-LEK” cu echipaj uman, propus ulterior, nu a mai fost adoptat din motive economice.
În urma acestui eșec, Celomei l-a convins pe Ustinov să aprobe un program în 1970 pentru a promova stația sa spațială miliară Almaz⁠(d) ca mijloc de a o lua înaintea proiectului american anunțat Skylab. Mișin a rămas la controlul proiectului, care a devenit Saliut⁠(d), dar decizia susținută de Mișin de a zbura cu un echipaj de trei oameni fără costume de presiune în locul unui echipaj de doi oameni cu costume de presiune pe Saliut 1⁠(d) în 1971 s-a dovedit fatală atunci când capsula s-a depresurizat la reintrarea în atmosferă, ceea ce s-a soldat cu moartea echipajului la întoarcerea pe Pământ. Mișin a fost eliminat din mai multe proiecte, Celomei redobândind comanda proiectului Saliut. După ce a colaborat cu NASA la proiectul de test Apollo-Soiuz⁠(d), conducerea sovietică a hotărât că este necesară o nouă abordare de management și în 1974 N-1 a fost anulat și Mișin concediat. S-a înființat un unic birou de proiectare, Energhia⁠(d) cu Glușko ca proiectant-șef.
În ciuda eșecului programelor lunare cu echipaj uman, URSS a obținut un succes important cu două premiere istorice, proiectul automat Lunohod și misiunile de culegere de eșantioane⁠(d) lunare. De asemenea, programul sondei Marte⁠(d) a fost continuat cu oarecare succes, în timp ce explorarea lui Venus și apoi a cometei Halley de către programele sondelor Venera și Vega au fost mai eficace.

## Secretul programului

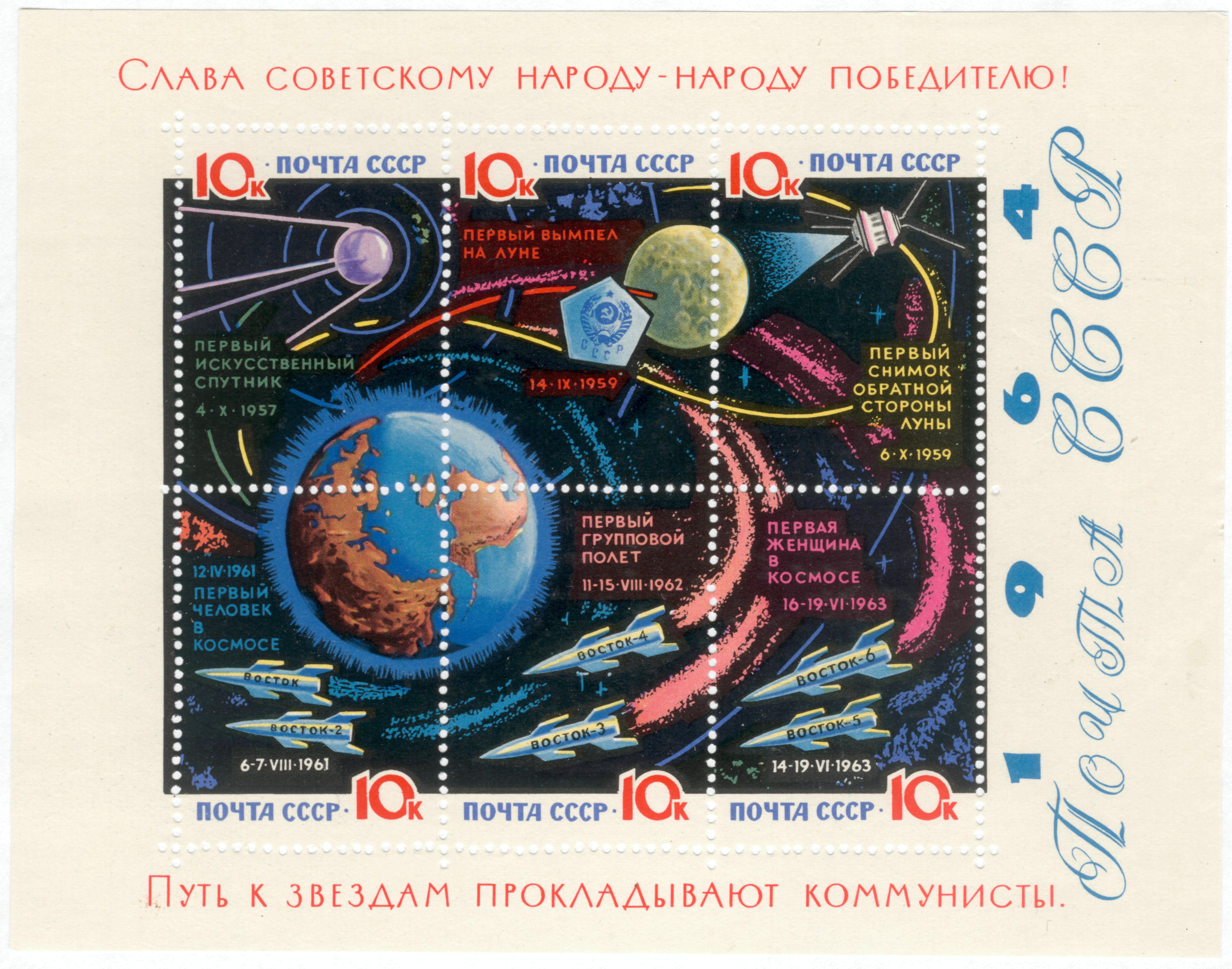
Comuniștii deschid calea spre stele. Bloc-coliță cu timbrele sovietice din 1964 celebrând șase premiere istorice ale programului spațial sovietic

Programul spațial sovietic a ascuns informații privind proiectele sale dinaintea succesului lui Sputnik, primul satelit artificial. De fapt, atunci când proiectul Sputnik a fost aprobat pentru prima dată, una dintre cele mai imediate acțiuni ale Biroului Politic a fost să analizeze ce anume să anunțe cu privire la evenimentul. Agenția Telegrafică a Uniunii Sovietice (TASS) a stabilit precedente pentru toate anunțurile oficiale privind programul spațial sovietic. Informațiile publicate în cele din urmă nu ofereau detalii despre cine construia și cine lansa satelitul sau despre scopul pentru care a fost lansat. Cu toate acestea, comunicatul public este edificator prin informațiile pe care totuși le conține: „există o abundență de date științifice și tehnice complexe...ca pentru a copleși cititorul cu matematică în absența măcar unei imagini a obiectului”. Ceea ce rămâne din comunicat este mândria cosmonautica sovietică și vaga aluzie ale unor posibilități de viitor după succesul lui Sputnik.
Secretul păstrat în jurul programului spațial sovietic a servit atât ca instrument pentru a preveni scurgerea de informații clasificate între țări, cât și la a crea o barieră de mister între programul spațial și populația sovietică. Natura programului întruchipa mesaje ambigue privind obiectivele, succesele și valorile sale. Programul în sine era atât de secret încât un cetățean sovietic obișnuit nu putea niciodată să-și facă o imagine concretă, ci cel mult una superficială a istoriei sale, a activităților prezente, sau a planurilor de viitor. Lansările nu erau anunțate înainte să aibă loc. Numele cosmonauților nu erau publicate înainte să zboare. Detaliile misiunilor erau rare. Nu se știa mărimea sau forma rachetelor sau cabinelor sau a mare parte din navele spațiale, cu excepția primilor Sputniki, sonde lunare și ale sondei Venus.

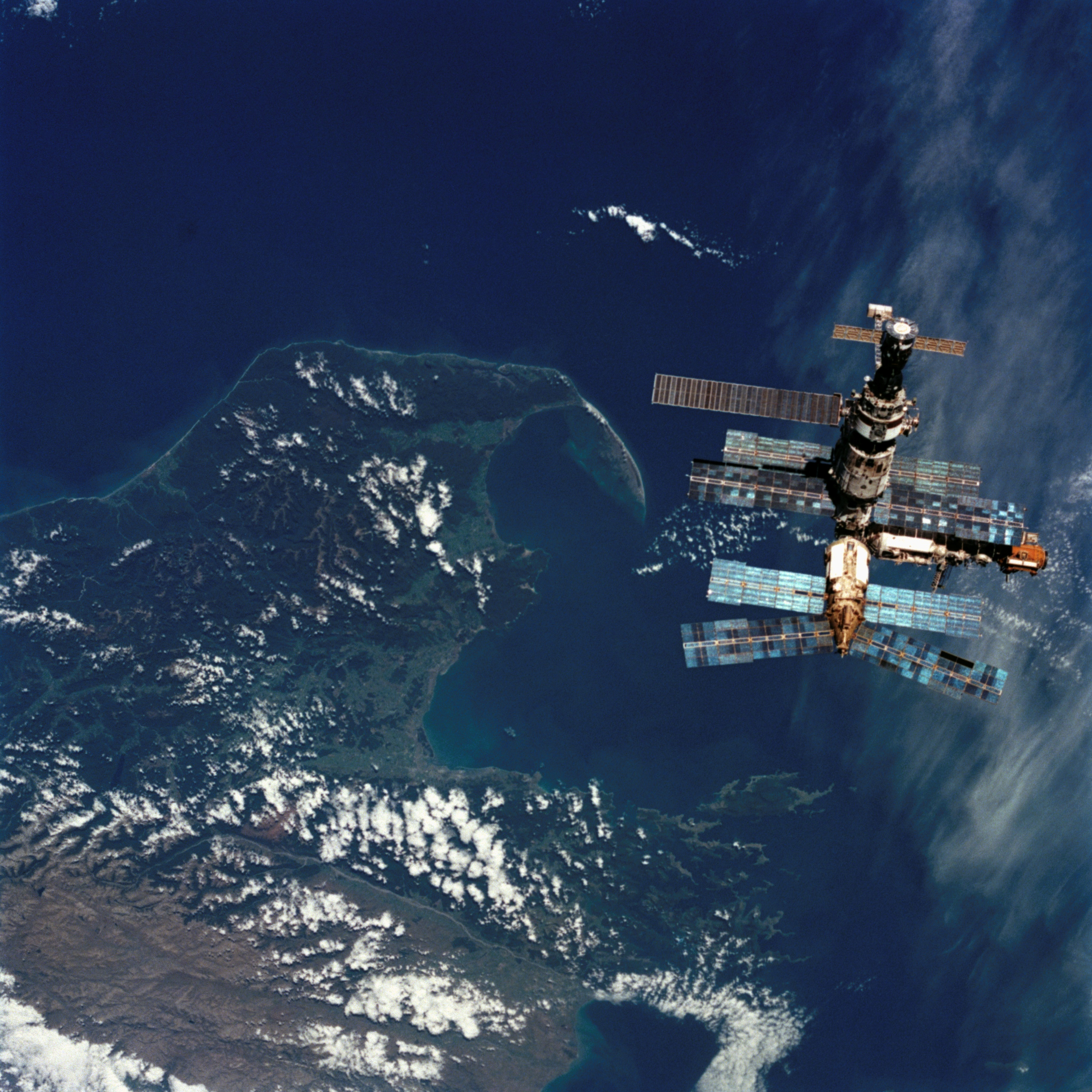
Această imagine a stației sovieto–ruse Mir a fost înregistrată de către astronauții de la bordul navetei spațiale Atlantis, în timpul abordării pentru andocare în timpul misiunii în 1996.

Cu toate acestea, din cauza naturii sale, programul spațial Sovietic suferea de un paradox. Pe de o parte, oficialii încercau să promoveze programul spațial legând frecvent succesele sale de puterea socialismului. Pe de altă parte, aceiași oficiali înțelegeau importanța de a păstra secretul în contextul Războiului Rece. Aceste presiuni asupra secretului în URSS pot fi înțelese ca o măsură pentru a-i proteja punctele forte și slăbiciunile. Un astfel de raționament pentru a păstra secretul era motivat de dorința de a proteja informațiile necesare pentru securitatea națională. O dorință care a dorit să promoveze pozitiv imaginea externă a statului sovietic în ochii lumii din afară limitând în același timp conținutul care putea să-i păteze imaginea, conferind guvernului controlul asupra ideilor și tehnologiei și protecției invențiilor sovietice.
Cu toate acestea, influența militară a programului spațial sovietic poate fi cea mai lămuritoare explicație pentru secretul care a înconjurat programul. Primele succese ale programului (Sputnik, Laika, Iuri Gagarin) orchestrate de Biroul de Proiectare Experimentală-1 (S.P. Korolev Rocket and Space Corporation Energia⁠(d)) au fost, fără îndoială, un factor critic. OKB-1 era subordonat Ministerului General al Construcțiilor de Mașini⁠(d). Acest minister era un complex militar-industrial foarte secret, care erau vizat de atenția serviciilor de informații occidentale în timpul Războiului Rece. Inițial, obiectivul principal al lui OKB-1 era producția și îmbunătățirea în continuare a rachetelor balistice intercontinentale. Aceasta s-a schimbat în anii 1960, cu trecerea în trepte către „cursa spațială", dar asocierea cu proiectul de rachete evident militar a rămas și realizările programului spațial sovietic au fost acoperite de un alt nivel de secretomanie. Chestiunile militare ce priveau dezvoltarea de arme, cum ar fi proiectul rachetelor balistice intercontinentale funcționau sub cele mai clandestine practici. Ofițerii militari industriali sovietici construiseră o politică ezoterică de etichetare a armelor care se baza pe un sistem aleator fără logică de numere și cifre. „De exemplu, nava Vostok era menționată ca «obiectul IIF63», în timp ce lansarea de rachete era «obiectuk 8K72K»”. Chiar și muncitorii din fabrică angajați să construiască și să livreze piese pentru construcția navelor spațiale aveau doar o minusculă concepție de ansamblu. Regulile aplicate și divizarea accesului îi împiedica pe muncitorii dintr-o secțiune să afle informații despre ce se întâmpla în alte departamentele de dezvoltare.
Originea intensului secret militar, care în cele din urmă s-a ramificat asupra programului spațial, a apărut ca o practică temporară adoptată pentru prima dată în timpul Războiului Civil. Aceste măsuri clandestine au fost reluate în anul 1927 prin redenumirea fabricilor cu rol în apărare prin seturi de numere. Această practică avea să fie adoptată în cercetare și în proiectele de design din fabrici, iar tradiția a continuat, în scopul de a ascunde obiectivele sovieticilor de adversarii lor. Cu toate acestea, încă paranoici că serviciile de informații occidentale vor putea înțelege codificarea secretă, angajații nu aveau voie să discute despre aceasta în public, ci trebua să vorbească despre fabrici, institute și departamente în public folosind un alt cod, cu niște numere de căsuțe poștale speciale, pentru identificarea lor.
În retrospectivă, se pot observa acum formele care au apărut pe măsură ce realizările spațiale sovietice au devenit mai frecvente. Programul a elimina rezervele în anunțurile publice. Din câte știau oamenii, programul spațial sovietic nu a avut niciun eșec. Potrivit autorului/istoricului James Andrews, „aproape fără excepții, acoperirea realizărilor spațiale sovietice, mai ales în cazul misiunilor spațiale cu echipaj uman, omitea relatarea eșecurilor sau problemelor”. Din teama de a nu recunoaște niciun fel de înfrângere, rapoartele misiunilor cosmonauților înclinau spre exagerarea aspectelor pozitive, în loc să se concentreze pe substanța factuală.
„URSS a fost descris de Winston Churchill ca o ghicitoare înfășurată într-un mister, în interiorul unei enigme” și nimic nu exemplifica aceasta mai mult decât căutare adevărului din spatele programului său spațial în timpul Războiului Rece. Deși Cursa Spațială se desfășura literalmente deasupra capetelor noastre, ea era de multe ori acoperită de o «cortină spațială» figurată prin care era foarte greu să vezi ceva”, spunea Dominic Phelan în cartea Cold War Space Sleuths (Springer-Praxis 2013). Cerințele de păstrare a secretului în jurul programului spațial erau probabil influențate de imperativele militare generale sovietice.

## Lista de proiecte și realizări

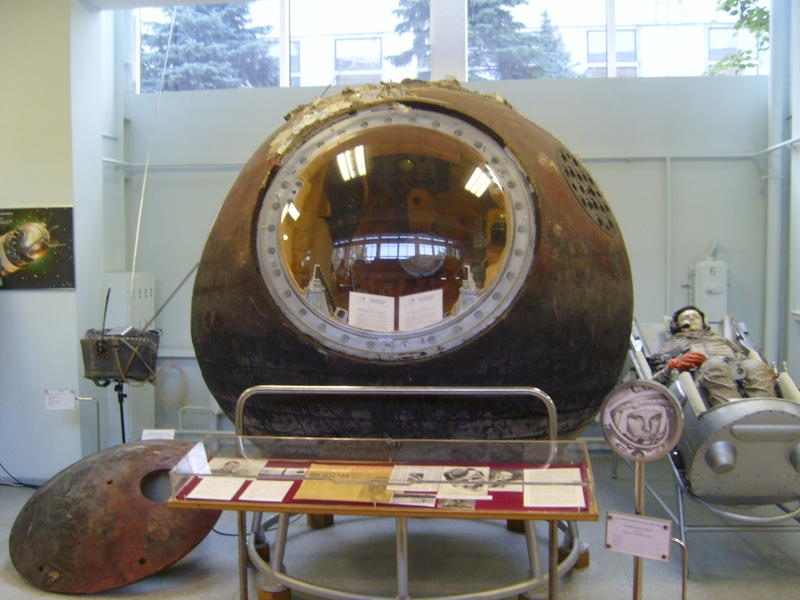
Capsula Vostok 1 care l-a transportat pe Iuri Gagarin în primul zbor spatiale cu echipaj uman, acum expusă la de lângă Moscova.

### Proiecte finalizate
Programul spațial Sovietic a întreprins o serie de proiecte, inclusiv:

### Premiere notabile

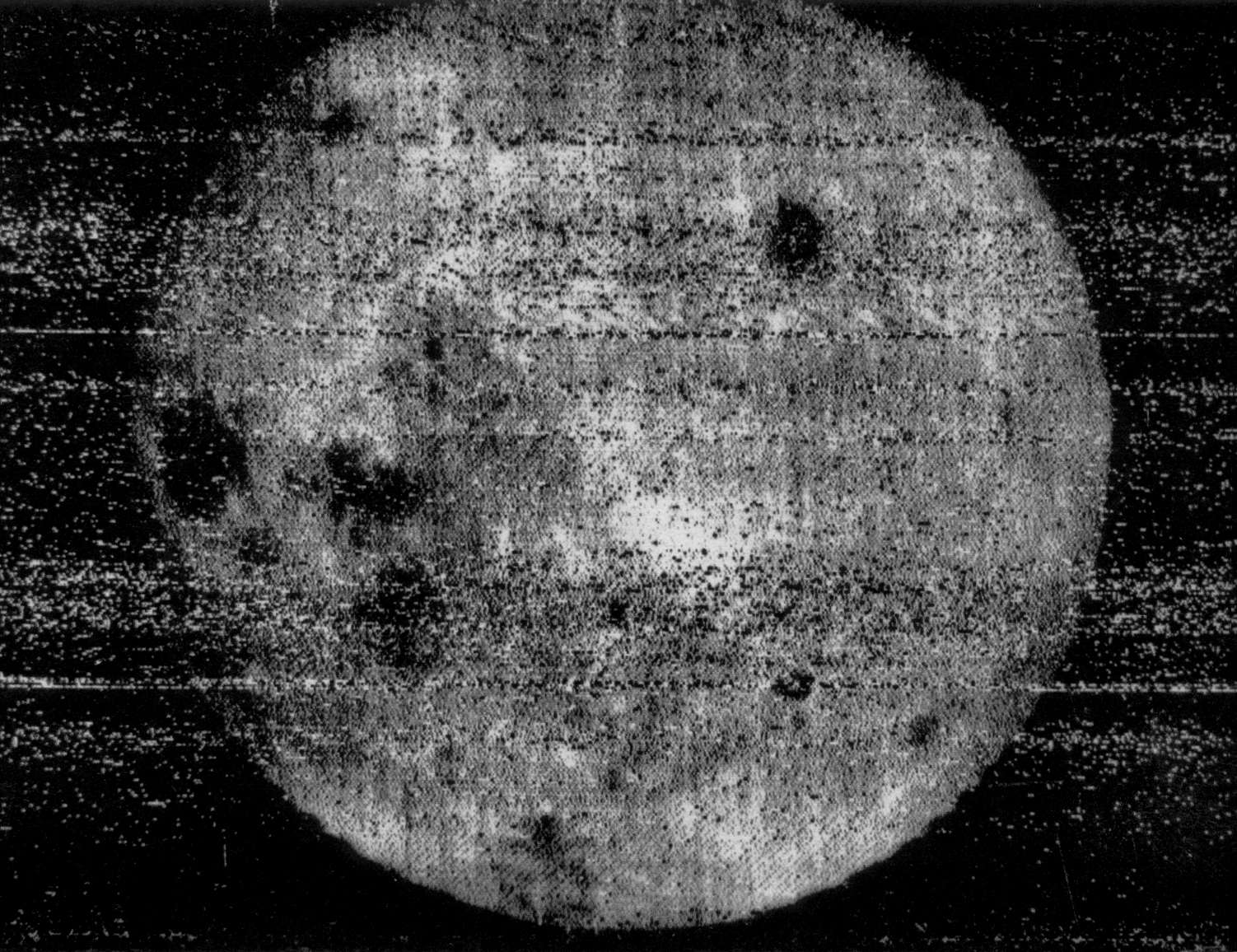
Prima imagine a părții îndepărtate a Lunii trimisă de '

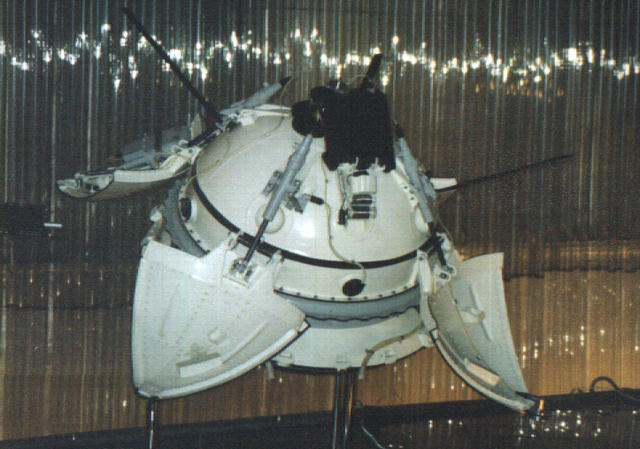
Marte 3, prima navă care a aterizat pe Marte

La două zile după ce Statele Unite ale Americii și-au anunțat intenția de a lansa un satelit artificial, pe 31 iulie 1956, Uniunea Sovietică și-a anunțat intenția de a face același lucru. Sputnik 1 a fost lansat pe 4 octombrie 1957, înaintea Statelor Unite și a uimit oamenii din toată lumea.
Programul spațial sovietic a realizat în premieră multe aspecte legate de explorarea spațiului:
- 1957: Prima rachetă balistică intercontinentală și primul vehicul de lansare, R-7 Semiorka
- 1957: Primul satelit, Sputnik 1
- 1957: Primul animal pe orbita Pământului, the câinele Laika pe Sputnik 2
- 1959: Prima aprindere de rachetă pe orbita Pământului, primul obiect făcut de om care a ieșit de sub gravitația Pământului, Luna 1⁠(d)
- 1959: Primele comunicații de date, sau telemetrie, cu spațiul cosmic, Luna 1⁠(d).
- 1959: Primul obiect făcut de om care a trecut pe lângă Lună, primul obiect fă©ut de om pe orbita heliocentrica, Luna 1⁠(d)
- 1959: Prima sondă care s-a ciocnit cu Luna, Luna 2⁠(d)
- 1959: Primele imagini de pe fața îndepărtată a Lunii, Luna 3⁠(d)
- 1960: Primele animale care s-au întors în siguranță de pe orbita Pământului, câinii Belka și Strelka⁠(d) pe Korabl-Sputnik 2⁠(d).
- 1961: Prima sondă lansată către Venus, Venera 1⁠(d)
- 1961: Primul om în spațiu (definiție internațională) și pe orbita Pământului, Iuri Gagarin pe Vostok 1, programul Vostok⁠(d)
- 1961: Primul om care a stat peste 24 de ore în spațiu, Gherman Titov, Vostok 2⁠(d) (primul om care a și dormit în spațiu).
- 1962: Primul zbor spațial uman dual, Vostok 3⁠(d) și Vostok 4⁠(d)
- 1962: Prima sondă lansată către Marte, Marte 1⁠(d)
- 1963: Prima femeie în spațiu, Valentina Tereșkova, Vostok 6
- 1964: Primul echipaj de mai multe persoane (3), Voshod 1⁠(d)
- 1965: Prima activitate extra-vehiculară (EVA), a lui Aleksei Leonov,[17] Voshod 2⁠(d)
- 1965: Prima sondă care a lovit altă planetă a Sistemului Solar (Venus), Venera 3⁠(d)
- 1966: Prima sondă care a efectuat o aselenizare lină și a transmis de pe suprafața Lunii, Luna 9
- 1966: Prima sondă pe orbita lunară, Luna 10⁠(d)
- 1967: Prima întâlnire și andocare fără echipaj uman, Kosmos 186⁠(d)/Kosmos 186⁠(d).
- 1968: Primele ființe vii care au ajuns la Lună (zbor circumlunar) și s-au întors în siguranță pe Pământ, țestoase rusești⁠(d) și alte forme de viață pe Zond 5⁠(d)
- 1969: Prima andocare între două nave cu echipaj uman pe orbita Pământului, cu schimb de echipaj, Soiuz 4⁠(d) and Soiuz 5⁠(d)
- 1970: Primele probe de sol extrase automat și aduse pe Pământ de pe alt corp ceresc, Luna 16⁠(d)
- 1970: Primul rover spațial robotic, Lunohod 1 pe Lună.
- 1970: Primele date primite de la suprafața altei planete a Sistemului Solar (Venus), Venera 7⁠(d)
- 1971: Prima stație spațială, Saliut 1⁠(d)
- 1971: Prima sondă care s-a ciocnit cu suprafața planetei Marte, Marte 2
- 1971: Prima sondă care a aterizat pe Marte, Marte 3
- 1975: Prima sondă care a orbitat Venus, a aterizat lin pe Venus, și a transmis primele fotografii de pe suprafața lui Venus, Venera 9⁠(d)
- 1980: Primul hispanic și primul negru în spațiu, Arnaldo Tamayo Méndez⁠(d) pe Soiuz 38⁠(d)
- 1984: Prima femeie care a mers în spațiu, Svetlana Savițkaia (stația spațială Saliut 7⁠(d))
- 1986: Primul echipaj care a vizitat două stații spațiale diferite (Mir și Saliut 7⁠(d))
- 1986: Primele sonde care au desfășurat baloane robotice în atmosfera lui Venus și au transmis imagini ale unei comete într-un zbor la mică distanță Vega 1⁠(d), Vega 2⁠(d)
- 1986: Prima stație spațială permanent ocupată, Mir, 1986–2001, cu prezență permanentă la bord între 1989–1999
- 1987: Primul echipaj care a petrecut peste un an în spațiu, Vladimir Titov⁠(d) și Musa Manarov⁠(d) la bordul lui Soiuz TM-4⁠(d) - Mir

## Alte proiecte

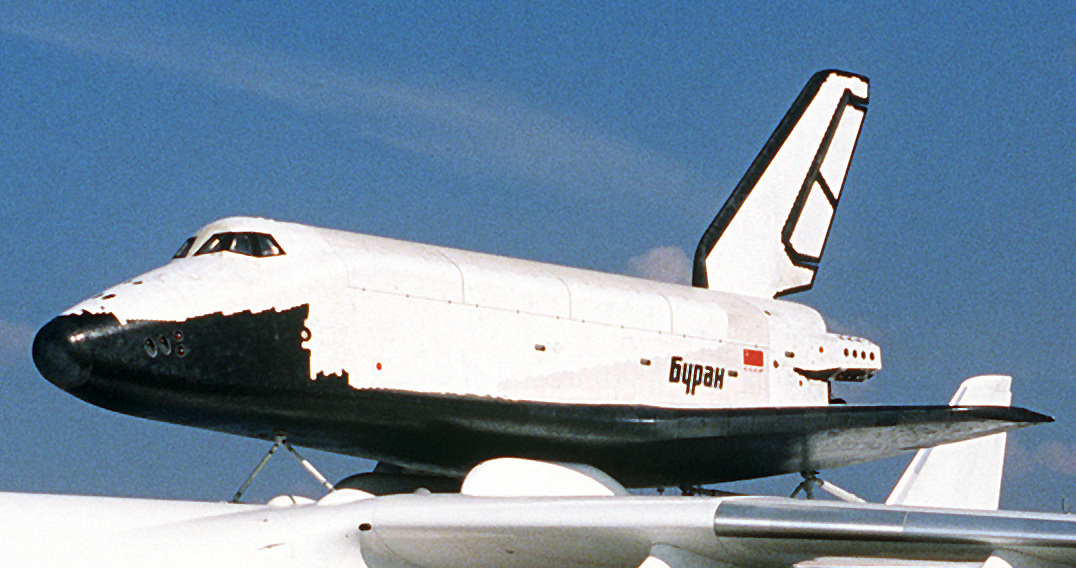
Buran la un spectacol aviatic (1989)

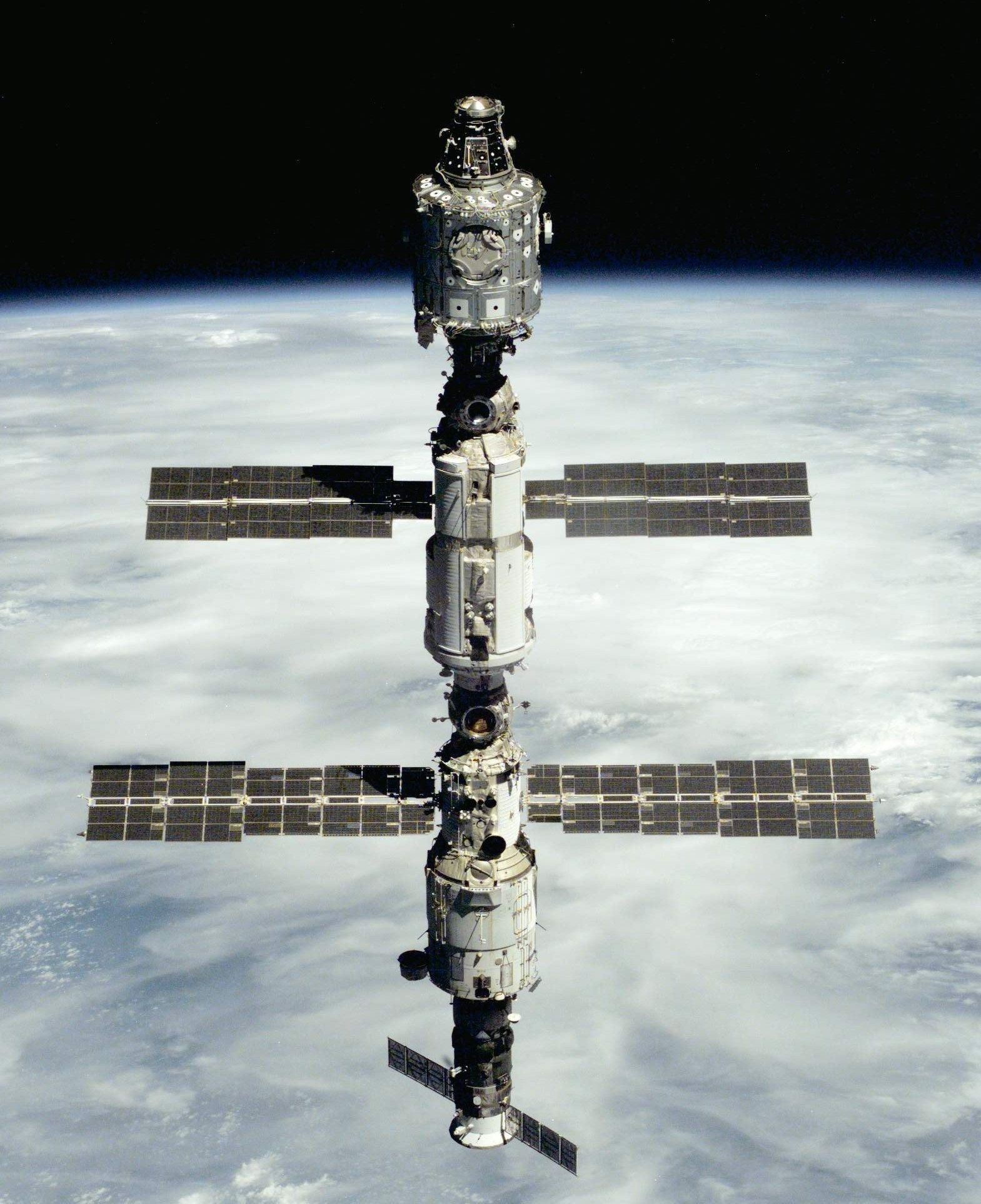
Moștenirea lui Mir - module-nucleu ale Stației Spațiale Internaționale, Faza a Doua a programului ISS.

### Buran
Programul spațial sovietic Buran⁠(d) a produs naveta spațială Buran pe baza celui de al treilea lansator supergreu Energhia. Energhia urma să fie folosită ca bază pentru o misiune cu echipaj uman pe Marte. Buran era destinată să funcționeze în sprijinul marilor platforme militare spațiale ca un răspuns față de proiectele americane Space Shuttle mai întâi și apoi și Inițiativa Strategică de Apărare. Până când sistemul a fost operațional, în 1988, tratatele de reducere a armelor strategice au făcut programul Buran redundant. Pe 15 noiembrie 1988, orbiterul Buran și racheta Energhia au fost lansate de la Cosmodromul Baikonur din Kazahstan și, după trei ore și două orbite, au planat în vederea aterizării la câțiva kilometri de locul de lansare. S-au construit mai multe vehicule, dar numai unul a zburat un zbor de test fără pilot în spațiu; s-a constatat că este prea costisitor pentru a funcționa ca lansator civil.

### Proiecte interplanetare anulate

#### Marte 4NM
Roverul greu Marsohod Marte 4NM⁠(d) urma să fie lansat de către lansatorul abandonat N1 cândva între anii 1974 și 1975.

#### Marte 5NM
Misiunea de colectare de eșantioane și revenire⁠(d) Marte 5NM⁠(d) urma să fie lansată de către un singur lansator N1 în 1975.

#### Marte 5M
Misiunea de colectare de eșantioane și revenire Marte 5M⁠(d) urma să fie lansată pe părți de lansatoare Proton, și apoi unite pe orbită pentru zborul spre Marte în 1979.

#### Vesta
Misiunea Vesta ar fi constat din două sonde interplanetare identice lansate în 1991. Acestea urmau să zboare pe lângă Marte (în loc de Venus, cum s-a propus inițial) și apoi să studieze patru asteroizi de diferite clase. Urma să fie lansat un penetrator pe 4 Vesta.

#### Țiolkovski
Misiunea Țiolkovski urma să fie o sondă interplanetară de mare depărtare, lansată în 1990 pentru a face o trecere cu accelerare pe lângă Jupiter și apoi să se apropie de Soare la o distanță de cinci sau șapte ori raza acestuia. Un derivat al acestei nave spațiale ar fi putut fi lansat spre Saturn și dincolo.

## Incidente, eșecuri și pași înapoi
Programul spațial Sovietic a cunoscut o serie de incidente fatale și eșecuri.
Așa-numita catastrofă a lui Nedelin din 1960 a fost o mare explozie la alimentare a unei rachete aflată pe rampa de lansare, explozie soldată cu moartea mai multor membri ai personalului tehnic, ingineri aerospațiali și tehnicieni care lucrau la proiect.
Primul deces oficial anunțat al unui cosmonaut în timpul antrenamentului a avut loc pe 23 martie 1961, când Valentin Bondarenko⁠(d) a murit într-un incendiu într-o atmosferă cu presiune joasă și concentrație mare de oxigen.
Programul Voshod a fost anulat după ce două zboruri cu echipaj uman, din cauza schimbării conducerii sovietice și a unor incidente ce puteau degenera în timpul celei de a doua misiuni. 
Sovieticii au continuat să încerce o primă misiune pe Lună cu uriașa rachetă N-1, care a explodat la fiecare din cele patru teste fără pilot la scurt timp după lansare. Americanii au câștigat cursa aselenizării umane cu Apollo 11, pe 20 iulie 1969.
În 1971, misiunea Soiuz 11 s-a soldat cu moartea a trei cosmonauți când capsula echipajului s-a depresurizat în timpul pregătirilor pentru reintrarea în atmosferă. Acest accident s-a soldat cu singurele decesele umane în spațiu (nu în atmosfera înaltă). Membrii echipajului de la bordul Soiuz 11 au fost Vladislav Volkov, Gheorghi Dobrovolski, și Viktor Pațaev.
Pe 5 aprilie 1975, Soiuz 7K-T Nr. 39⁠(d), treapta a doua a unei rachete Soiuz care transporta 2 cosmonauți spre stația spațială Saliut 4⁠(d) s-a defectat, ceea ce a dus la primul abandon al unei lansări cu echipaj uman. Cosmonauții au fost transportați la mai multe mii de km de la locul lansare și au apărut îngrijorări că aceștia vor ateriza în China, cu care Uniunea Sovietică avea pe atunci relații dificile. Capsula a căzut pe un munte, a alunecat pe un versant și era să cadă într-o prăpastie; din fericire parașutele s-au agățat de copaci și au oprit căderea. Chiar și așa, cei doi au suferit leziuni grave și comandantul, Lazerev, n-a mai zburat niciodată.
Pe 18 martie 1980, o rachetă Vostok⁠(d) a explodat pe rampa de lansare în timpul unei operațiuni de alimentare, ceea ce a dus la moartea a 48 de persoane.
În august 1981, Kosmos 434⁠(d), lansat în 1971, era pe cale să reintre în atmosferă. Pentru a înlătura temerile că nava ar transporta materiale nucleare, un purtător de cuvânt al Ministerului Afacerilor Externe al URSS⁠(d) a asigurat guvernul australian pe 26 august 1981, că satelitul era „o cabină lunară experimentală”. Aceasta a fost una dintre primele recunoașteri de către Uniunea Sovietică a unei implicări într-o tentativă de a trimite oameni pe lună.:736
În septembrie 1983, o rachetă Soiuz lansată pentru a transporta cosmonauți la stația spațială Saliut 7⁠(d) stația spațială a explodat pe rampa de lansare, ceea ce a declanșat sistemele de siguranță ale capsulei Soiuz, care i-au salvat pe cei doi cosmonauți de la bord.
În plus față de acestea, au fost mai multe relatări neconfirmate de cosmonauți pierduți⁠(d), a căror moarte ar fi fost ascunsă de către Uniunea Sovietică.